# Tân Định, Bắc Tân Uyên
Tân Định là một xã thuộc huyện Bắc Tân Uyên, tỉnh Bình Dương, Việt Nam.
Xã Tân Định có diện tích 85,57 km², dân số năm 2021 là 8.380 người, mật độ dân số đạt 98 người/km².

## Hành chính
Xã Tân Định được chia thành 8 ấp: 1, 2, 3, Bà Đã, Bằng Lăng, Cây Chanh, Thiềng Liềng, Vườn Ươm.

## Lịch sử
Trước đây, là một xã thuộc huyện Tân Uyên cũ.
Ngày 17 tháng 11 năm 2004, Chính phủ ban hành Nghị định 190/2004/NĐ-CP về việc thành lập xã Hiếu Liêm thuộc huyện Tân Uyên trên cơ sở điều chỉnh 2.227 ha diện tích tự nhiên và 1.277 nhân khẩu của xã Tân Định.
Sau khi điều chỉnh địa giới hành chính để thành lập xã Hiếu Liêm, xã Tân Định còn lại 8.544 ha diện tích tự nhiên và 4.495 nhân khẩu.
Ngày 29 tháng 12 năm 2013, Chính phủ ban hành Nghị quyết số 136/NQ-CP về việc chuyển xã thuộc huyện Tân Uyên cũ về huyện Bắc Tân Uyên mới thành lập quản lý.